# Huaquillas (canton)
Huaquillas est un canton d'Équateur situé dans la province d'El Oro.